# Sielsowiet Nawakołasawa
Sielsowiet Nawakołasawa (biał. Наваколасаўскі сельсавет, ros. Новоколосовский сельсовет) – sielsowiet na Białorusi, w obwodzie mińskim, w rejonie stołpeckim, z siedzibą w Nawakołasawej.

## Demografia
Według spisu z 2009 sielsowiet Nawakołasawa zamieszkiwało 1839 osób, w tym 1295 Białorusinów (70,42%), 367 Rosjan (19,96%), 90 Ukraińców (4,89%), 56 Polaków (3,05%), 6 Niemców (0,33%), 6 Maryjczyków (0,33%), 4 Tatarów (0,22%), 4 Mordwinów (0,22%), 4 Koreańczyków (0,22%) i 7 osób innych narodowości.
Do 2019 liczba ludności spadła do 1793 osób.

## Geografia i transport
Sielsowiet położony jest na Równinie Stołpeckiej, we wschodniej części rejonu stołpeckiego.
Przez sielsowiet przebiegają linia kolejowa Moskwa – Mińsk – Brześć oraz droga magistralna M1.

## Historia
Wschodnia granica sielsowietu, będąca jednocześnie granicą rejonu stołpeckiego, pokrywa się z przebiegiem polsko-sowieckiej granicy państwowej w latach 1921 - 1945.
Sielsowiet Nawakołasawa został utworzony 29 czerwca 2006. Tereny te wchodziły wcześniej w skład sielsowietu Słoboda.

## Miejscowości
- osiedla:
  - Nawakołasawa
  - Kołosowo